# Прелень
Прелень, Прелені (рум. Prăleni) — село у повіті Сучава в Румунії. Входить до складу комуни Пояна-Стампей.
Село розташоване на відстані 330 км на північ від Бухареста, 87 км на південний захід від Сучави, 135 км на північний схід від Клуж-Напоки.

## Населення
За даними перепису населення 2002 року у селі проживала 171 особа, усі — румуни. Усі жителі села рідною мовою назвали румунську.